# Killswitch Engage (2000)
| Críticas profissionais                                                      | Críticas profissionais |
| Avaliações da crítica                                                       | Avaliações da crítica  |
| Fonte                                                                       | Avaliação              |
| --------------------------------------------------------------------------- | ---------------------- |
| allmusic                                                                    | link                   |
| ARTISTdirect                                                                | link                   |
| Esta tabela precisa de ser acompanhada por texto em prosa. Consulte o guia. |                        |

Killswitch Engage é o álbum de estreia da banda norte-americana de metalcore Killswitch Engage, lançado em 04 de Julho de 2000, pela Ferret Music. Este é o único álbum da banda lançado pela Ferret, pois depois a banda assinou um contrato com a Roadrunner Records, também é o único álbum a apresentar Adam Dutkiewicz em tempo integral na bateria, no álbum posterior Alive or Just Breathing, mudaria para a posição de guitarrista no meio das gravações, Joel Stroetzel gravou todas as guitarras nesse álbum com a banda sendo um quarteto. Pete Cortese contribuiu em apresentações como um segundo guitarrista nas turnês de divulgação até 2001. Em 2020, a revista Metal Hammer o elegeu como um dos 20 melhores álbuns de metal de 2000.

## Faixas[3]
| N.º | Título                   | Duração |  |
| 1.  | "Temple from the Within" | 4:07    |  |
| 2.  | "Vide Infra"             | 3:32    |  |
| 3.  | "Irreversal"             | 4:17    |  |
| 4.  | "Rusted Embrace"         | 4:29    |  |
| 5.  | "Prelude"                | 1:55    |  |
| 6.  | "Soilborn"               | 3:29    |  |
| 7.  | "Numb Sick Eyes"         | 3:38    |  |
| 8.  | "In the Unblind"         | 2:57    |  |
| 9.  | "One Last Sunset"        | 3:49    |  |

| Faixas bônus do relançamento |                         |         |  |
| N.º                          | Título                  | Duração |  |
| 10.                          | "Prelude" (Demo)        | 2:03    |  |
| 11.                          | "Soilborn" (Demo)       | 3:19    |  |
| 12.                          | "Vide Infra" (Demo)     | 3:28    |  |
| 13.                          | "In the Unblind" (Demo) | 2:48    |  |
| Duração total:               | Duração total:          | 43:29   |  |

## Créditos
- Jesse Leach - vocal
- Joel Stroetzel – guitarra
- Mike D'Antonio – baixo
- Adam Dutkiewicz – bateria